# علال بن عبد الله
علال بن عبد الله (1916 - 11 سبتمبر 1953م) من رجال المقاومة المغربية زمن الحماية الفرنسية. حاول اغتيال السلطان محمد بن عرفة الذي عينته فرنسا بعد نفي السلطان الشرعي محمد الخامس، وشكلت العملية انطلاقة ثورة الملك والشعب التي أعادت الشرعية والاستقلال للمغرب.

## مسيرته
ولد علال بن عبد الله بمدينة جرسيف بقبيلة هوارة أولاد رحو، امتهن حرفة الصباغة بمسقط رأسه بمقهى كان قد اكتراها بوسط جرسيف والكائنة قبالة بلدية المدينة، والتي كان يطلق عليها مقهى المواعد قبل أن يغير صاحبها الحالي اسمها ليصبح مقهى علال بن عبد الله.
انتقل إلى الرباط بعد استفزازات أحد المقدمين أعوان المستعمر، واستقر بحي العكاري، وربط علاقات مع عدد من التجار بالمدينة ورجالاتها ووطنييها. وفي يوم الجمعة 11 سبتمبر 1953 توجه صوب موكب السلطان محمد بن عرفة الذي كان متوجها صوب مسجد أهل فاس لأداء صلاة الجمعة. وانطلق علال بن عبد الله بسيارة من نوع «فورد» رمادية اللون بسرعة في اتجاه موكب السلطان وبيده سكين لطعنه به. غير أن ضابطا ارتمى عليه معترضا سبيله، وفي نفس اللحظة، أطلقت مجموعة من رجال الشرطة السرية 8 رصاصات على علال بن عبد الله.
وكان لهذه العملية أثرها البالغ في زيادة هجمات المقاومة ضد الحماية الفرنسية، حيث توالت العمليات الفدائية، وانطلقت شرارة جيش التحرير بشمال البلاد في 1 أكتوبر 1955 وعمت سائر البلاد، حتى عودة السلطان محمد الخامس من المنفى.

وفي السنة الموالية أثناء الاحتفال بذكرى ثورة الملك والشعب أشاد السلطان بعلال بن عبد الله: 
وقد قام لاحقا المقاوم شيخ العرب باغتيال رجل الأمن كويزا لاسورطي، المتهم بقتل علال. وفي سنة 2012 دخلت في الخدمة فرقاطة علال بن عبدالله في أسطول القوات البحرية الملكية المغربية.